# František Bublan
František Bublan (ur. 13 stycznia 1951 w Třebíču) – czeski polityk, urzędnik państwowy i teolog, dysydent, parlamentarzysta, w latach 2004–2006 minister spraw wewnętrznych.

## Życiorys
Studiował początkowo w Wyższej Szkole Rolniczej w Brnie, przerwał jednak te studia, po czym w 1976 ukończył teologię katolicką na Uniwersytecie Karola w Pradze. Przez dwa lata praktykował jako duchowny katolicki. Sygnował Kartę 77, przez co w 1978 z przyczyn politycznych cofnięto wydaną mu zgodę na posługę kapłańską. W konsekwencji do czasu przemian politycznych z 1989 zarobkował jako kierowca.
W 1991 podjął pracę w czeskim kontrwywiadzie Bezpečnostní informační služba, gdzie m.in. pełnił funkcję dyrektora generalnego delegatury w Brnie. Od 2001 do 2004 był dyrektorem ÚZSI, służby specjalnej odpowiedzialnej za wywiad. W latach 2004–2006 zajmował stanowisko ministra spraw wewnętrznych w rządach Stanislava Grossa i Jiříego Paroubka.
W 2006 i 2010 uzyskiwał mandat deputowanego do Izby Poselskiej, kandydując z listy Czeskiej Partii Socjaldemokratycznej. W 2012 z ramienia tego ugrupowania został wybrany do Senatu, w którym zasiadał przez sześcioletnią kadencję do 2018.